# Ermita de Sant Lluís Bertran
L'ermita de Sant Lluís Bertrán situada dins de la població de Cinctorres (comarca dels Ports), al carrer que porta el seu nom, és un edifici construït probablement al segle xvii; l'atri s'hi afegí el 1678.
Està catalogada com a Bé de Rellevància Local segons la Disposició Addicional Cinquena de la Llei 5/2007, de 9 de febrer, de la Generalitat, de modificació de la Llei 4/1998, d'11 de juny, del Patrimoni Cultural Valencià (DOCV Núm. 5.449 / 13/02/2007), amb el codi: 12.01.045-011.

## Descripció
Presenta planta rectangular, de petites dimensions, mesura uns 6 x 14 metres. La coberta de l'única nau coberta és a dues aigües, està rematada amb teules àrabs i presenta dos contraforts laterals. S'accedeix al temple per una porta emmarcada en una llinda de carreus, a partir d'un ampli porxo amb tres fronts oberts mitjançant arcs de mig punt. A la teulada presenta una petita espadanya amb obertura semicircular.
Per la seva banda l'interior del recinte està dividit en dos trams per pilastres formant una volta d'aresta. Destaca la seva antiga pica baptismal, així com les interessants pintures murals, datades de la primera meitat del segle xviii, que presenten les seves parets, amb àngels músics al costat del sant de l'advocació del temple.
A més cal assenyalar el relleu de fusta representant Sant Lluís Bertran, construït el 1985, que pot contemplar-se a l'altar major.
Va sofrir grans danys durant la guerra civil, i va ser restaurada el 1984.